# Oliver Townend
Oliver David Townend (Huddersfield, 15 november 1982) is een Brits ruiter gespecialiseerd in eventing. Townend won tijdens de Olympische Zomerspelen 2020 de gouden medaille in de landenwedstrijd, individueel was hij als vijfde geëindigd. Vanwege zijn olympische titel werd Townend bij de Nieuwjaars lintjesregen onderscheiden als lid in de Orde van het Britse Rijk. 

## Resultaten
- Wereldruiterspelen 2006 in Aken 11e individueel eventing met Flint Curtis
- Wereldruiterspelen 2014 in Normandië uitgevallen individueel eventing met Black Tie
- Olympische Zomerspelen 2020 in Tokio 5e individueel eventing met Ballagmor Class
- Olympische Zomerspelen 2020 in Tokio  landenwedstrijd eventing met Ballagmor Class
- Wereldkampioenschappen 2022 in Rocca di Papa 16e individueel eventing met Ballagmor Class
- Wereldkampioenschappen 2022 in Rocca di Papa 4e landenwedstrijd eventing met Ballagmor Class

1912: Nordlander, Adlercreutz, Casparsson,  Horn af Åminne ·
1920: Mörner, Lundström, von Braun,  Dyrsch ·
1924: Van der Voort van Zijp, Pahud de Mortanges, De Kruijff,  Colenbrander ·
1928: Pahud de Mortanges, De Kruijff, Van der Voort van Zijp ·
1932: Thomson, Chamberlin, Argo ·
1936: Stubbendorf, Lippert, von Wangenheim ·
1948: Henry, Anderson, Thomson ·
1952: von Blixen-Finecke, Stahre, Frölén ·
1956: Weldon, Rook, Hill ·
1960: Morgan, Lavis, Roycroft ·
1964: Checcoli, Angioni, Ravano ·
1968: Allhusen, Meade, Jones ·
1972: Meade, Gordon-Watson, Parker, Phillips ·
1976: Coffin, Plumb, Davidson, Tauskey ·
1980: Blinov, Salnikov, Volkov, Rogosjin ·
1984: Plumb, Stives, Fleischmann, Davidson ·
1988: Erhorn, Baumann, Kaspareit, Ehrenbrink ·
1992: Green, Rolton, Hoy, Ryan ·
1996: Schaeffer, Rolton, Hoy, Dutton ·
2000: Dutton, Hoy, Tinney, Ryan ·
2004: Boiteau, Lyard, Courrèges, Teulère, Touzaint ·
2008: Thomsen, Ostholt, Dibowski, Klimke, Romeike ·
2012: Auffarth, Jung, Klimke, Schrade, Thomsen ·
2016: Laghouag, Lemoine, Nicolas, Vallette ·
2020: Collett, McEwen, Townend ·
2024: Canter, Collett, McEwen